# 波羅的人
波羅的人，传说又称黑罗斯人，指的是居住在北歐波羅的海東南海岸，以波羅的語族語言作為母語的民族，屬於高加索人種。波羅的人原本是定居在維斯瓦河下游、道加瓦河上游和波羅的海東南岸之間的一群印歐民族的後裔。當地湖泊沼澤較多，波羅的海沿岸地區與周邊地區環境較為隔絕，波羅的語族也因此保留了很多古代語的特徵。現在的波羅的人包括了立陶宛人、拉脫維亞人。還有古代的古普魯士人也曾屬於波羅的人的一種，但後來卻日耳曼化，變成日耳曼人。 
13 及14 世紀，部分波羅的人遷徙到當今波羅的海沿岸和白俄羅斯一帶定居，部分留在原居地東方及南方的波羅的人，逐漸與周邊民族同化，許多部落成為斯拉夫化。在同化過程中，立陶宛人和拉脫維亞人的波羅的人文化得以保存下來，而成為立陶宛及拉脫維亞等現代國家的民族根源。兩國分別在1991年9月脫離前蘇聯獨立，成立波羅的人的現代化國家。
波羅的人曾經有獨立的民族宗教，也有自己獨特的神話。但經歷中世紀的十字軍東征，波羅的人逐漸受到基督教化，許多人成為羅馬天主教徒。近年來，由於民族文化的復興運動，傳統波羅的宗教逐漸有重新熱絡的趨勢。